# Spanien i olympiska sommarspelen 1932
Spanien deltog med sju deltagare vid de olympiska sommarspelen 1932 i Los Angeles. Totalt vann de en bronsmedalj.

## Medalj

### Brons
- Santiago Amat - Segling.